# Ángel Muñoz
Ángel Muñoz   (Quart de Poblet, 25 de gener de 1978) és un historietista valencià. Va saltar a l'escenari en 2010, al costat d'altres autors com Juan Carlos Colorado i Juan Luis Rincón, Joan Cornellà, Óscar Perales i Marc Sans o José Manuel Blat i Ramón.
Va abandonar els estudis de disseny gràfic i en 2003 va publicar el seu primer treball professional: La traïció sap a or negre (Aleta Edicions). Dedicat professionalment a les arts gràfiques, va trigar quatre anys a dibuixar la novel·la gràfica Rapide!, un còmic detectivesc que parteix d'un fet històric, el viatge del Dragon Rapide des de Biarritz fins a Las Palmas de Gran Canaria per recollir a Francisco Franco.
L'any 2015 publica la novel·la gràfica: Solo los muertos no hablan (Edicions De Ponent), un còmic de temàtica històrica ambientada a la Barcelona de la Setmana Tràgica, a principis del segle xx i que presenta una lectura de classe a més d'una narrativa sobre l'assassina Enriqueta Martí al seu context social.
El 2019 publica Objetivo Hedy Lemarr (Grafito Editorial), una novel·la gràfica que pren com referència la figura de Hedy Lamarr com protagonista d'una trama de ficció.